# 勝利體育會 (塞拉萊)
勝利體育會（阿拉伯语：نادي النصر العماني）是一家位於塞拉萊的阿曼足球隊。俱樂部目前效力於阿曼職業足球聯賽。他們的主場是Al-Saada 體育場，但他們也將較舊的塞拉萊體育場作為他們的主場。隊名النصر在阿拉伯語中意為「勝利」。

## 簡介
塞拉萊勝利在塞拉萊的哈法區比賽，組織專門的會議來踢沙灘足球。這最終演變成非常大的東西。俱樂部成立於1972年5月20日，在謝赫/巴希特賽義德 ALShanfari 的領導下，與激烈的競爭對手 Dhofar SC 同日註冊，並於2002年6月26日註冊。由於足球是他們的主要運動，塞拉萊勝利轉而在草地上踢球，成為職業俱樂部。

## 外部連結
- Al-Nasr S.C.S.C. （页面存档备份，存于） on Soccerway
- Al-Nasr S.C.S.C. （页面存档备份，存于） on Goalzz